# 四街道市立和良比小学校
四街道市立和良比小学校（よつかいどうしりつ わらびしょうがっこう）は、千葉県四街道市美しが丘3丁目にある公立小学校である。

## 沿革
- 1991年（平成3年）
  - 4月 - 四和小学校から分離し、開校。
  - 7月 - 校章と校歌を制定。
  - 8月 - 運動場が完成。
- 1992年（平成4年）
  - 3月 - 体育館竣工式挙行。
  - 4月 - PTA発足。
- 1993年（平成5年）
  - 2月 - 中庭完成。
  - 3月 - プール竣工式挙行。
  - 6月 - 築山完成
  - 11月 - 温室と鳥小屋が完成。
- 1998年（平成10年）
  - 2月 - 防災井戸設置。
  - 4月 - 四街道2丁目の一部を学区に編入。
- 2000年（平成12年）7月 - 創立10周年記念式典挙行。投的板設置。
- 2001年（平成13年）
  - 3月 - 校舎増築（普通教室4・特別教室2）。
  - 4月 - 散水ポンプ6基設置。
- 2002年（平成14年）4月 - 「なのはな学級」設置。
- 2006年（平成18年）8月 - エレベーター設置。
- 2008年（平成20年）
  - 3月 - 防災用備蓄倉庫設置。
  - 4月 - 「アシストルーム」設置。
- 2011年（平成23年）2月 - 創立20周年記念式典挙行。
- 2013年（平成25年）4月 - グラウンド改修（防塵処理）。
- 2020年（令和2年）
  - 4月 - 校舎増設（普通教室2）。
  - 12月 - 創立30周年記念式典挙行。
- 2021年（令和3年）4月 - 校舎増設（普通教室2）。

## 教育目標
明日を切り拓き、心豊かでたくましく生きる児童の育成

## 通学区域と進学先中学校
出典

### 通学区域
- 四街道2丁目（一部）
- 和良比（一部）
- 美しが丘1丁目（全域）
- 美しが丘2丁目（全域）
- 美しが丘3丁目（全域）
- めいわ3丁目（全域）
- めいわ4丁目（全域）

### 進学先中学校
- 四街道市立四街道中学校

## 交通アクセス
- 平和交通「めいわ（四街道）線」で、「和良比小学校」停留所下車。
- JR東日本総武本線四街道駅から、
  - 徒歩約1.4km・約21分。
  - 上述の平和交通バスに乗車し、「和良比小学校」停留所下車。

## 周辺
- 美しが丘第二児童公園 - 四街道市道をはさんで、校地北側に隣接。
  - 美しが丘第二児童公園以外の公園も点在
- 株式会社グローバルナビゲーション オンジュソリール保育園よつかいどう園 - 進学前保育園のひとつ
- わらび歯科
  - わらび歯科以外の医療機関も点在
- テンダーラビング保育園わらび - 進学前保育園のひとつ
- 四街道市和良比防災センター
- ECCジュニアわらび小南教室
- 四街道郵便局
- せんどう美しが丘店
- 周辺には、マンション・アパートなどの住宅地が広がる。